# Джонні Гартман
Джон Моріс Гартман (англ. John Maurice Hartman; 3 липня 1923, Гоума, Луїзіана — 15 вересня 1983, Нью-Йорк) — американський джазовий співак. Відомий передусім як виконавець балад. Був учасником гурту Діззі Гіллеспі, записувався з Джоном Колтрейном і Ерроллом Гарнером.

## Біографія
Джон Моріс Гартман народився 3 липня 1923 в Гоумі (Луїзіана), однак виріс в Чикаго. Син Джона і Луїзи Гартман, мав двох старших братів (Саузерн, Едвард) і двох молодших сестер (Агнес, Гелен). У 8 років почав співати і грати на фортепіано. Після закінчення середньої школи, зі стипендією вступив до чиказького музичного коледжу. Також співав в армії під час служби в роки Другої світової війни, однак найперший професіональний ангажемент отримав у вересні 1946 року, коли переміг у пісенному конкурсі, що дозволило йому впродовж тижня попрацювати з Ерлом Гайнсом. Помітивши потенціал співака, Ерл Гайнс найняв його на весь наступний рік. Хоча перші записи Гартмана були зроблені з Марлом Янгом в лютому 1947 року, співпраця з Гайнсом набула помітного впливу. Після того як оркестр Гайнса розпався, в 1948 році Діззі Гіллеспі запросив Гартмана приєднатися до свого біг-бенду на восьмитижневий тур по Каліфорнії. Приблизно через рік Гартман працював протягом короткого часу з піаністом Ерролом Гарнером, перш ніж розпочати сольну кар'єру на початку 1950-х років.
Після запису декількох синглів з різними оркестрами, в 1955 році Гартман нарешті записав свій перший сольний альбом Songs from the Heart на студії Bethlehem Records. Випустивши ще по два, не особливо успішних, альбоми на інших невеликих лейблах, Гартман в 1963 році отримав пропозицію, яка змінила з того моменту усю його кар'єру, зробити спільний запис з Джоном Колтрейном (Колтрейн пам'ятав Гартмана ще з 1950 року з їх першої зустрічі в театрі «Аполло»). Альбом John Coltrane and Johnny Hartman нині вважається класичним. Запис цього альбому привів Гартмана до наступних чотирьох альбомів на лейблі Impulse!
У 1970-х роках виникла складна ситуація для співаків — адже ера рок-музики не збиралася рахуватися з American Songbook, і Гартман в основному працював в коктейль-барах Нью-Йорка і Чикаго. Записувався на невеликих лейблах, таких як Perception і Musicor. Гартман знову повернувся до формату джазового комбо, як і в своїх ранніх роботах, записавши альбом Once in Every Life. У 1981 році цей альбом отримав номінацію на премію «Греммі» в категорії «Найкраще чоловіче вокальне джазове виконання».
На початку 1980-х Гартман декілька разів виступив на джазових фестивалях, телебаченні та радіо. Помер 15 вересня 1983 року у віці 60-ти років від раку легень у Нью-Йорку. Його популярність значно зросла після смерті, і в 1995 році Клінт Іствуд використав його пісні як саундтрек до фільму «Мости округу Медісон».

## Дискографія
- Songs from the Heart (Bethlehem, 1955)
- All of Me: The Debonair Mr. Hartman (Bethlehem, 1956)
- John Coltrane and Johnny Hartman (Impulse!, 1963)
- I Just Dropped by to Say Hello (Impulse!, 1963)
- The Voice That Is! (Impulse!, 1964)
- Unforgettable Songs (ABC-Paramount, 1966)
- I Love Everybody (ABC-Paramount, 1967)
- I've Been There  (Perception, 1973)
- Johnny Hartman ‎ (Musicor, 1973)
- Once In Every Life (Bee Hive, 1980)